# Korala
Korale so v splošnem morski nevretenčarji iz skupine koralnjakov (Anthozoa), ki tipično živijo v kolonijah, pritrjenih na morsko dno. Kolonija je obdana z značilnim zunanjim ogrodjem oz. skeletom, katerega oblika in barva je posebna za vsako vrsto. Ogrodje je lahko mehko, želatinasto, roževinasto ali apnenčasto. Kamniti koralnjaki (Scleractinia) so s svojim apnenčastim ogrodjem najpomembnejši gradnik koralnih grebenov v tropskih morjih; eden od najbolj znanih primerov je Veliki koralni greben blizu Avstralije.
Posamezna »glava« kolonije je torej sestavljena iz množice genetsko enakih polipov, ki so dokaj majhni in merijo par centimetrov v dolžino ter par milimetrov v širino. Vsak polip ima obliko valja, zgornjo ustno odprtino pa obkroža venec lovk (tentaklov). Polipi kamnitih koralnjakov so umeščeni v apnenčaste »skodelice«, apnenčasto ogrodje, ki se izloča na spodnjem delu polipa oz. bazi. Kamnita korala raste navzgor tako, da se polipi premaknejo na višjo lego in pričnejo izločati novi del ogrodja. Skozi mnogo generacij kolonija ustvari veliko ogrodje, ki se razlikuje od vrste do vrste.
Polipi v koloniji se razmnožujejo na nespolni način preko brstenja, vendar so sposobni tudi spolnega razmnoževanja preko zunanje oploditve. Polipi iste vrste izločajo spolne celice (gamete) v nočnem času več dni zapored, v času okoli polne lune.
Čeprav lahko nekatere korale lovijo majhne ribe in plankton s pomočjo lovk, na katerih se nahajajo ožigalne celice (nematociste), večina koral živi v sožitju z fotosintetskimi algami iz rodu Symbiodinium (znane tudi kot zooksantele). Korale od alg dobijo potrebna hranila in kisik, alge pa v zameno za to anorganske snovi (nitrate, fosfate in ogljikov dioksid) ter ugodno mesto, na katerem je dovolj sončne svetlobe za fotosintezo. Take korale tipično prebivajo v plitvi in bistri morski vodi, v globinah manjših od 60 m. Korale, ki ne živijo v sožitju z algami, lahko živijo v mnogo globljih predeli: hladno morske korale iz rodu Lophelia prebivajo do globine 3.000 m. Simbioza koral in alg je eden od ključnih dejavnikov za uspevanje in ogromno pestrost živih bitij na koralnih grebenih.